# Typosyllis okadai
Typosyllis okadai är en ringmaskart som först beskrevs av Fauvel 1934.  Typosyllis okadai ingår i släktet Typosyllis och familjen Syllidae. Inga underarter finns listade i Catalogue of Life.